# 臨済宗

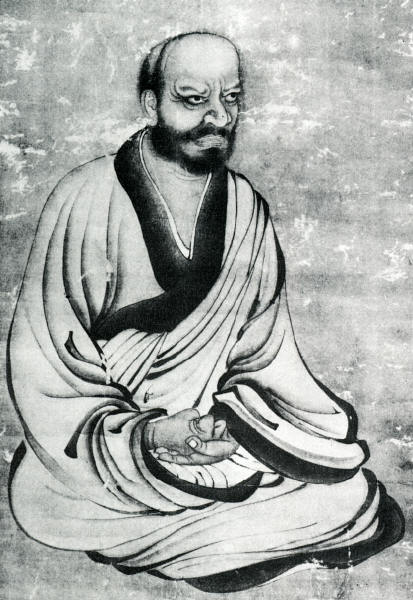
臨済義玄

臨済宗（臨濟宗、りんざいしゅう、Linji school）は、中国の禅宗五家（臨済・潙仰・曹洞・雲門・法眼）の一つ。日本の他に、中国、台湾、韓国などにも信徒を持つ。
日本仏教においては禅宗（臨済宗・曹洞宗・日本達磨宗・黄檗宗・普化宗）の一つ。また鎌倉仏教の一つである。曹洞宗が単一教団であるのに対して、十五派に分かれて活動している。

## 歴史
臨済宗は、その名の通り、会昌の廃仏後、唐末の宗祖臨済義玄（生年不詳 - 867年）に始まる。臨済は、中国禅宗の祖とされる達磨（5世紀後半 - 6世紀前半）から数えて6代目（六祖と呼ばれる）の南宗禅の祖・曹渓宝林寺の慧能（638年 - 713年）の弟子の一人である南嶽懐譲（677年 - 744年）から、馬祖道一（709年 - 788年、洪州宗）、百丈懐海（749年 - 814年）、黄檗希運（生年不詳 - 850年）と続く法系を嗣いだ。河北の地の臨済寺を拠点とし、新興の藩鎮勢力であった成徳軍節度使の王紹懿（生年不詳 - 866年、禅録では王常侍）を支持基盤として宗勢を伸張した。臨済は『喝の臨済』『臨済将軍』の異名で知られ、豪放な家風を特徴として中国禅興隆の頂点を極めた。しかし、唐末五代の混乱した時期には、河北は5王朝を中心に混乱した地域であったため、宗勢が振るわなくなる。この時期の中心人物は、風穴延沼である。
臨済宗が再び活気に満ち溢れるようになるのは、北宋であり、石霜楚円の門下より、ともに江西を出自とする黄龍慧南と楊岐方会という、臨済宗の主流となる2派（黄龍派・楊岐派）を生む傑僧が出て、中国全土を席巻することとなった。
南宋になると、楊岐派に属する圜悟克勤（1063年 - 1135年）の弟子の大慧宗杲（1089年 - 1163年）が、浙江を拠点として大慧派を形成し、臨済宗の中の主流派となった。
宋代の大慧宗杲と曹洞宗の宏智正覚（1091年 - 1157年）の論争以来、曹洞宗の「黙照禅」に対して、公案に参究することにより見性しようとする「看話禅」（かんなぜん）がその特徴として認識されるようになる。

## 台湾における臨済宗
- 佛光山 - 台湾における四大仏教宗派のひとつで、世界に200以上の寺を持つ。開祖の釈星雲は、普陀後寺（法雨寺）において第四十八代の臨済宗継承者とされる[1][2]。
- 法鼓山 - 台湾における四大仏教宗派のひとつ。
- 中台禅寺 - 台湾における四大仏教宗派のひとつ。虚雲の弟子である石偉壽により創建。
- 靈鷲山無生道場（中国語版）

## 日本における臨済宗

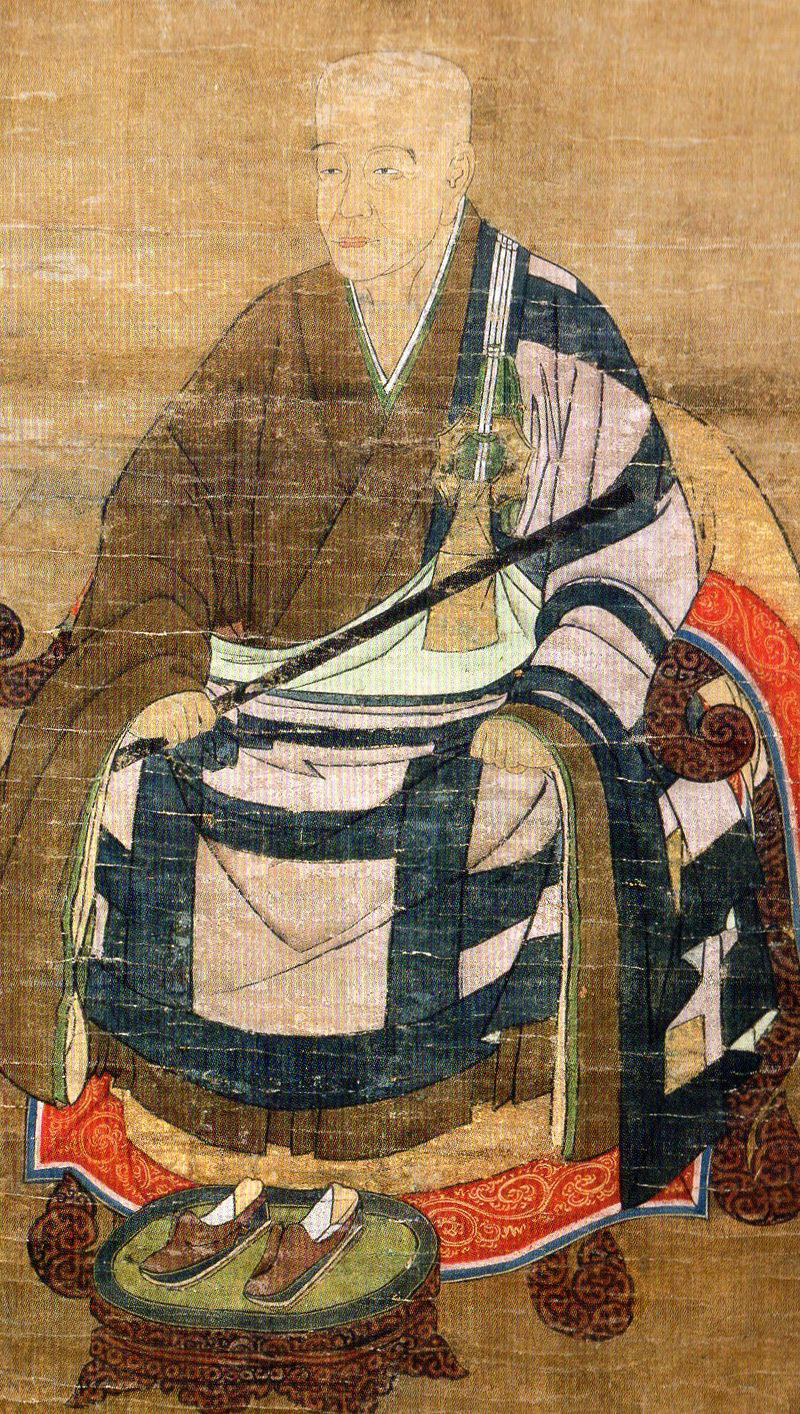
明菴栄西

宗門では、ゴータマ・シッダールタの教え（悟り）を直接に受け継いだマハーカーシャパ（迦葉）から28代目のボーディダルマ（菩提達磨）を得てインドから中国に伝えられた、ということになっている。その後、臨済宗は、宋代の中国に喫茶とともに渡り学んだ栄西（1141年 - 1215年）らによって、鎌倉時代初期以降に日本に伝えられ、様々な流派が成立した。栄西が伝えたのは黄龍派の教えだが、俊芿（1166年 - 1227年）が伝えた楊岐派の教えは、禅宗24流のうち20流をまでを占めるまでになった。なお、江戸時代に伝わった黄檗宗も元来、中国臨済宗の一派である。師から弟子への悟りの伝達（法嗣、はっす）を重んじる。釈迦を本師釈迦如来大和尚と、ボーディダルマを初祖菩提達磨大師、臨済を宗祖臨済大師と呼ぶ。
同じ禅宗の曹洞宗が地方豪族や一般民衆に広まったのに対し、鎌倉幕府、室町幕府という時の武家政権との結び付きが強かったのも特徴の1つで、京都五山、鎌倉五山のどちらも全て臨済宗の寺院で占められているほか、室町文化の形成にも多大な影響を与えた。しかしその後、足利氏の権勢とともに臨済宗も衰退していった。
江戸時代になって、白隠禅師（1686年 - 1769年）によって臨済宗が再建されたため、現在の臨済禅は白隠禅とも言われている。そして、白隠は「中興の祖」として知られる。この時代、臨済宗で勢力を拡大したのは妙心寺派と大徳寺派であったが、白隠も妙心寺派の出である。妙心寺派はこのほか、愚堂東寔や一糸文守、無著道忠を輩出している。一方の大徳寺派では、沢庵宗彭が有名である。また、江戸時代は各宗派において学林が栄えた。臨済宗では妙心寺や大徳寺、京都五山、それに鎌倉五山などに学寮を設けられ、宗学の伝授と住職資格の付与を担った。

### 主な法嗣の系統
- 臨済義玄 - 三聖慧然・興化存奨 - 南院慧顒 - 風穴延沼 - 首山省念 - 汾陽善昭 - 石霜楚円（慈明禅師）
  - 黄龍慧南（黄龍派）
    - 晦堂祖心 - 死心悟新・霊源惟清 - 長霊守卓 - 無示介諶 - 心聞曇賁 - 雪庵従瑾 - 虚庵懐敞 - 栄西（千光派・建仁寺派）
    - 雲庵克文 - 兜率従悦・泐潭文準
    - 東林常総

  - 楊岐方会（楊岐派） - 白雲守端 - 五祖法演
    - 仏鑑慧懃
    - 仏眼清遠
    - 圜悟克勤（仏果克勤）
      - 大慧宗杲（大慧派） - 拙庵徳光
        - 北礀居簡 - 物初大観 - 晦機元煕
          - 東陽徳輝 - 中巌円月（中巌派）
          - 笑隠大訢 - 用章廷俊 - 無我省吾
          - 石室祖瑛
          - 梅屋念常

        - 浙翁如琰 - 偃渓広聞・大川普済
        - 妙峰之善 - 蔵叟善珍 - 元叟行端 - 楚石梵琦
        - （大日房能忍（日本達磨宗））

      - 虎丘紹隆（虎丘派） - 応庵曇華 - 密庵咸傑
        - 松源崇嶽（松源派） 
          - 滅翁文礼 - 横川如珙 - 古林清茂 - 了庵清欲・竺仙梵僊（竺仙派）・月林道皎・別源円旨・石室善玖
          - 無得覚通 - 虚舟普度 - 虎巌浄伏 - 月江正印・明極楚俊（明極派・燄慧派）・南楚師説・独孤淳朋・即休契了 - 愚中周及（愚中派・仏徳派・仏通寺派）
          - 運庵普巌
            - 虚堂智愚 - 霊石如芝・南浦紹明（大応派） - 可翁宗然・宗峰妙超（大灯派・大徳寺派） - 関山慧玄（関山派・妙心寺派）・徹翁義亨（徹翁派）
            - 石帆惟衍 - 西礀子曇（西礀派・大通派）

          - 掩室善開 - 石渓心月 - 大休正念（大休派・仏源派）・無象静照（法海派）
          - 無明慧性 - 蘭渓道隆（大覚派・建長寺派） - 約翁徳倹 - 寂室元光（円応派・永源寺派）

        - 破庵祖先（破庵派）
          - 無準師範（仏鑑禅師）
            - 無学祖元（無学派・仏光派・円覚寺派） - 高峰顕日 - 夢窓疎石（天龍寺派・相国寺派）
            - 円爾（聖一派・東福寺派）
            - 兀庵普寧（兀庵派・宗覚派） - 東巌慧安
            - 断橋妙倫 - 無関普門（南禅寺派）
            - 環渓惟一 - 鏡堂覚円（鏡堂派・大円派）
            - 雪巌祖欽（仰山祖欽）
              - 高峰原妙 - 中峰明本 - 寂室元光（永源寺派）
              - 鉄牛持定 - 絶学世誠 - 古梅正友 - 無文元選（方広寺派）

            - 別山祖智・石梁以忠・希叟紹曇・退耕徳寧・牧谿・西巌了恵 - 東巌浄日

          - 石田法薫 - 愚極智慧 - 竺田悟心・樵隠悟逸・清拙正澄（清拙派・大鑑派）

        - 曹源道生（曹源派） - 痴絶道冲 - 頑極行弥 - 一山一寧（一山派） - 雪村友梅 - 太清宗渭 - 太白真玄

    - 開福道寧 - 月庵善果 - 大洪祖証 - 月林師観 - 無門慧開 - 心地覚心（無本覚心、法灯派） - 慈雲妙意（国泰寺派）・孤峯覚明 - 抜隊得勝（向嶽寺派）

（なお、臨済宗外では、仏眼清遠から3代下った楊岐派7代目の蒙庵元聡の下で修行し、初めて楊岐派の法灯を日本へと伝えた真言宗泉涌寺派の祖・俊芿などもいる。）

## 伝統
法嗣という師匠から弟子へと悟りの伝達が続き現在に至る。師匠と弟子の重要なやりとりは、室内の秘密と呼ばれ師匠の部屋の中から持ち出されて公開されることはない。師匠と弟子のやりとりや、師匠の振舞を記録した禅語録から、抜き出したものが公案（判例）とよばれ、宋代からさまざまな集成が編まれてきたが、悟りは言葉では伝えられるものではなく、現代人の文章理解で読もうとすると公案自体が拒絶する。しかし、悟りに導くヒントになることがらの記録であり、禅の典籍はその創立時から現在に至るまで非常に多い。それとともに宋代以降、禅宗は看話禅（かんなぜん）という、禅語録を教材に老師が提要を講義する（提唱という）スタイルに変わり、臨済を初めとする唐代の祖師たちの威容は見られなくなった。師匠が肉体を去るときには少なくとも跡継ぎを選んで行くが、跡継ぎは必ずしも悟りを開いているとは限らず、その事は師匠とその弟子だけが知っている。新しい師匠が悟りを開いていなくとも、悟りを開いていた師匠の時代から数世代の間であれば、世代を越えて弟子が悟りを開くことは可能なため、その様な手段が取られる。師匠は、ひとりだけではなく複数の師匠を残して行くこともあれば、師匠の判断で跡を嗣ぐ師匠を残さずにその流れが終わることもある。いくつもの支流に分かれ、ある流れは消えて行き、その流れのいくつかが7世紀から現在まで伝わっている。

## 悟り
禅宗は悟りを開く事が目的とされており、知識ではなく、悟りを重んじる。
禅宗における悟りとは「生きるもの全てが本来持っている本性である仏性に気付く」ことをいう。
仏性というのは「言葉による理解を超えた範囲のことを認知する能力」のことである。
悟りは師から弟子へと伝わるが、それは言葉（ロゴス）による伝達ではなく、坐禅、公案などの感覚的、身体的体験で伝承されていく。
いろいろな方法で悟りの境地を表現できるとされており、特に日本では、詩、絵画、建築などを始めとした分野で悟りが表現されている。

## 公案体系
宋代以降公案の体系がまとめられ、擬似的に多くの悟りを起こさせ、宗門隆盛のために多くの禅僧の輩出を可能にした。公案は、禅語録から抽出した主に師と弟子の間の問答である。弟子が悟りを得る瞬間の契機を伝える話が多い。
公案は論理的、知的な理解を受け付けることが出来ない、人智の発生以前の無垢の境地での対話であり、考えることから解脱して、公案になり切るという比喩的境地を通してのみ知ることができる。これらの公案を、弟子を導くメソッド集としてまとめたのが公案体系であり、500から1900の公案が知られている。公案体系は師の家風によって異なる。
修行の初期段階に与えられる公案の例：
狗子仏性 - 「犬に仏性はありますか?」「無（む）」
この背景には、仏教では誰でも知っている「全ての生き物は仏性を持っている」という涅槃経の知識があるが、その種の人を惑わす知識からの解脱を目的としている。
隻手の声 -「片手の拍手の音」
弟子は片手でする拍手の音を聞いてそれを師匠に示さなければならない。知的な理解では片手では拍手はできず音はしないが、そのような日常的感覚からの解脱を目的としている。

## 日本における宗派

### 建仁寺派
- 1191年（建久2年）、中国・宋から帰国した栄西により始まる。栄西は最初に禅の伝統を日本に伝えた。
- 本山は京都の建仁寺[7]（ 1202年（建仁2年）建立）。

### 東福寺派
- 1236年、宋に渡り帰国した円爾（弁円）により京都で始まる。
- 本山は京都の東福寺[8]。
- 戦国時代、毛利家の外交僧として活躍した安国寺恵瓊はこの宗派。

### 建長寺派
- 1253年、鎌倉幕府五代執権・北条時頼が中国・宋から招いた蘭渓道隆により始まる。
- 本山は蘭渓道隆が開山した鎌倉の建長寺[9]。

### 円覚寺派
- 1282年、中国から招かれた無学祖元により鎌倉で始まる。
- 本山は鎌倉の円覚寺[10]。円覚寺は、無学祖元から高峰顕日・夢窓疎石へと受け継がれ日本の禅の中心となった時期もある。
- 明治以降の有名な禅師は、今北洪川・釈宗演・朝比奈宗源。禅を西洋に紹介した鈴木大拙は今北と釈宗演の両師の元に在家の居士として参禅した。また夏目漱石も釈宗演に参じており、その経験は「門」に描かれている。
- 釈宗演の法をついだ両忘庵釈宗活老師が日暮里の地に居士禅の両忘会を再興させ、両忘協会となり、若き日の平塚らいてう等が修行した。その後、両忘協会は人間禅となり居士専門の坐禅修行が続けられている。

### 南禅寺派
- 1291年、無関普門により始まる。
- 本山は京都の南禅寺[11]。

### 国泰寺派
- 1300年頃、慈雲妙意により始まる。
- 本山は富山県高岡市にある国泰寺[12]。末寺に東京谷中の全生庵がある。[13]

### 大徳寺派
- 1315年（正和4年）、宗峰妙超により始まる。
- 本山は京都の大徳寺。室町時代には応仁の乱で荒廃したが、一休宗純が復興した。

### 妙心寺派
- 1337年、関山慧玄により始まる。
- 本山は京都・花園の妙心寺[14]。塔頭寺院には、桂春院・春光院・退蔵院[15]・隣華院[16]などがある。
- 末寺3,400余か寺を持つ臨済宗最大の宗派。白隠慧鶴もこの法系に属する。

### 天龍寺派
- 1345年、夢窓疎石により始まる。
- 本山は京都・嵐山の天龍寺。

### 永源寺派
- 1361年、寂室元光により始まる。
- 本山は滋賀県東近江市永源寺高野町にある永源寺。
- 末寺は滋賀県を中心に約150か寺。
- 明治13年（1880年）までは東福寺派に属した。

### 向嶽寺派
- 1380年、抜隊得勝により始まる。
- 本山は山梨県甲州市の向嶽寺。
- 甲斐国塩山の向嶽寺を拠点とする向嶽寺派は鎌倉後期から南北朝時代にかけて武家政権と結んだ夢窓派と一線を画し、独自の宗風を築いた。向嶽寺派は無本覚心の弟子である孤峰覚明に師事した抜隊得勝により始まり、抜隊は永和4年（1378年）に入甲し、康暦2年（1380年）には守護武田氏の庇護を得て塩の山に向嶽庵（向嶽寺、山梨県甲州市塩山上於曽）を築いた。
- 向嶽寺派は抜隊の遺戒による厳格な戒律を定めていることが特徴で、抜隊の生前から法語などが刊行されている。

### 相国寺派
- 1382年、夢窓疎石により始まる。
- 本山は足利義満により建立された京都の相国寺[17]。
- 末寺は日本各地に約100か寺。鹿苑寺（金閣寺）・慈照寺（銀閣寺）は当派に属する。

### 方廣寺派
- 1384年、無文元選により始まる。
- 本山は静岡県浜松市浜名区引佐町奥山の方廣寺[18]。
- 末寺は静岡県を中心に約170か寺。
- 1904年（明治37年）までは南禅寺派に属した。

### 佛通寺派
- 1397年、愚中周及により始まる。
- 本山は広島県三原市の佛通寺[19]。
- 末寺は広島県内を中心に約50か寺。
- 1905年（明治38年）までは天龍寺派に属した。

### 興聖寺派
- 1603年、虚応円耳により始まる。
- 本山は京都の興聖寺。
- 1953年（昭和28年）までは相国寺派に属した。
- 臨黄合議所に非加盟。

## 葬儀式
臨済宗の葬儀は故人を仏の弟子にするための式であり、授戒・念誦・引導などの構成からなる。また引導を渡す儀式の途中に導師が「喝」と叫ぶことがあるが、これはこの世に対する未練を取り除き、邪悪を祓う意味がある。松明に見立てた先の赤い棒を投げるのも、光明を照らし、迷いを断ち切る意味がある。引磬・太鼓・妙鉢などが用いられることが多い。